# Thrypticomyia apicalis
Thrypticomyia apicalis är en tvåvingeart. Thrypticomyia apicalis ingår i släktet Thrypticomyia och familjen småharkrankar.

## Underarter
Arten delas in i följande underarter:
- T. a. apicalis
- T. a. majuscula